# Алединский, Александр Павлович
Александр Павлович Алединский (1775—1841) — генерал-лейтенант русской императорской армии, один из воспитателей великих князей Николая и Михаила Павловичей.

## Биография
Родился 11 (22) августа 1775 года, происходил из дворянского рода Псковской губернии, сын коллежского советника, служившего по ведомству иностранных дел и коммерц-коллегии Павла Михайловича Алединского.
Образование получил в 1-м кадетском корпусе, откуда в 1793 году выпущен поручиком в Московский гренадерский полк.
В 1794 году, во время войны против польских повстанцев, участвовал во взятии Вильны, а в 1798 году выступил в заграничный поход с войсками, отправленными на помощь Австрии против французов.
По прибытии в Северную Италию, в 1799 году, участвовал, в период с 14 апреля по 12 июля, в целом ряде сражений: у Лекко, на реке Адде, при Басиньяно и Писсто, на реке По, на реках Тидоне, Треббии и Нуре; за последнее сражение пожалован орденом св. Анны 4-й степени. В том же году, 15 июня, участвовал в ночной экспедиции при крепости Тортоне, а с 4 по 12 июля находился при бомбардировании и осаде Александрийской цитадели; за отличие в сражении при Нови награждён орденом св. Анны 2-й степени. Затем Алединский участвовал в знаменитом переходе Суворова через Альпы, в боях 13 и 14 августа, на горе Фогельберг, при взятии штурмом Урзерна и Чёртова моста, за что пожалован орденом св. Иоанна Иерусалимского и пенсией по 300 рублей в год; наконец, 19 и 20 августа принимал участие в сражении в Муттенской долине. Из этой кампании Алединский возвратился в Россию в чине капитана.
В 1803 году Алединский, по прошению, был уволен в отставку, но в 1804 году снова принят на службу в чине майора и с назначением в звание «кавалера к воспитанию» великих князей Николая и Михаила Павловичей; в 1810 году произведён в подполковники с переводом в лейб-гвардии Преображенский полк и с оставлением в том же звании. Состоя при великих князьях, Алединский с 1814 по 1823 год сопровождал их в путешествиях за границу и по России. В 1816 году он был произведён в генерал-майоры и 13 февраля 1823 года за беспорочную выслугу 25 лет в офицерских чинах был награждён орденом св. Георгия 4-й степени (№ 3626 по кавалерскому списку Григоровича — Степанова).
В 1828 году Алединский был произведён в генерал-лейтенанты и с того же времени по 1841 год исправлял должность гофмейстера при дворе великого князя Михаила Павловича. 26 сентября 1836 года ему был пожалован особый диплом на дворянское достоинство.
Умер 4 (16) сентября 1841 года в Санкт-Петербурге, был похоронен на Смоленском православном кладбище.

## Семья
Первая жена (с 24 мая 1805 года) — баронесса Анна Розина фон Дольст (1788— ?), дочь статского советника барона И. Б. Дольста. Дети:
- Ольга (1806—1873), фрейлина великой княгини Елены Павловны, жена полковника А. Г. Демидова.
- Екатерина (1809—01.07.1828), фрейлина великой княгини Елены Павловны, замужем (с 23.09.1827) за адъютантом Павлом Александровичем Нащокиным (1798—1843). Венчались в Петербурге в церкви Св. Архистратига Михаила в Михайловском дворце. Будучи беременной, умерла от простуды, похоронена вместе с народившемся ребёнком в Духовской церкви Александро-Невской лавры.
- Павел (1812—16.10.1875), генерал-лейтенант, во время Восточной войны — командующий казачьей артиллерией действующей в Крыму армии. Похоронен на Смоленском православном кладбище (уч. 108); на сохранившейся могиле — мраморный крест на постаменте[2].
- Николай (1813—1868), тайный советник.

Вторая жена — Ольга Николаевна Алексеева, дочь отставного секунт-майора, богатая псковская помещица, отдавшая мужу в приданое 120 душ крепостных в Великолуцком уезде. Дети:
- Михаил (1820—1839)
- Софья (1823—1897), замужем (с 3 февраля 1846 года)[3] за К. А. Зыбиным (1815— ?).